# Perissus dalbergiae
Perissus dalbergiae är en skalbaggsart som beskrevs av Gardner 1930. Perissus dalbergiae ingår i släktet Perissus och familjen långhorningar. Inga underarter finns listade i Catalogue of Life.